# Konrad Polthier
Konrad Polthier (30 settembre 1961) è un matematico tedesco.
Si è occupato, in particolare, di geometria differenziale e visualizzazione geometrica con l'uso di computer grafica.

## Biografia

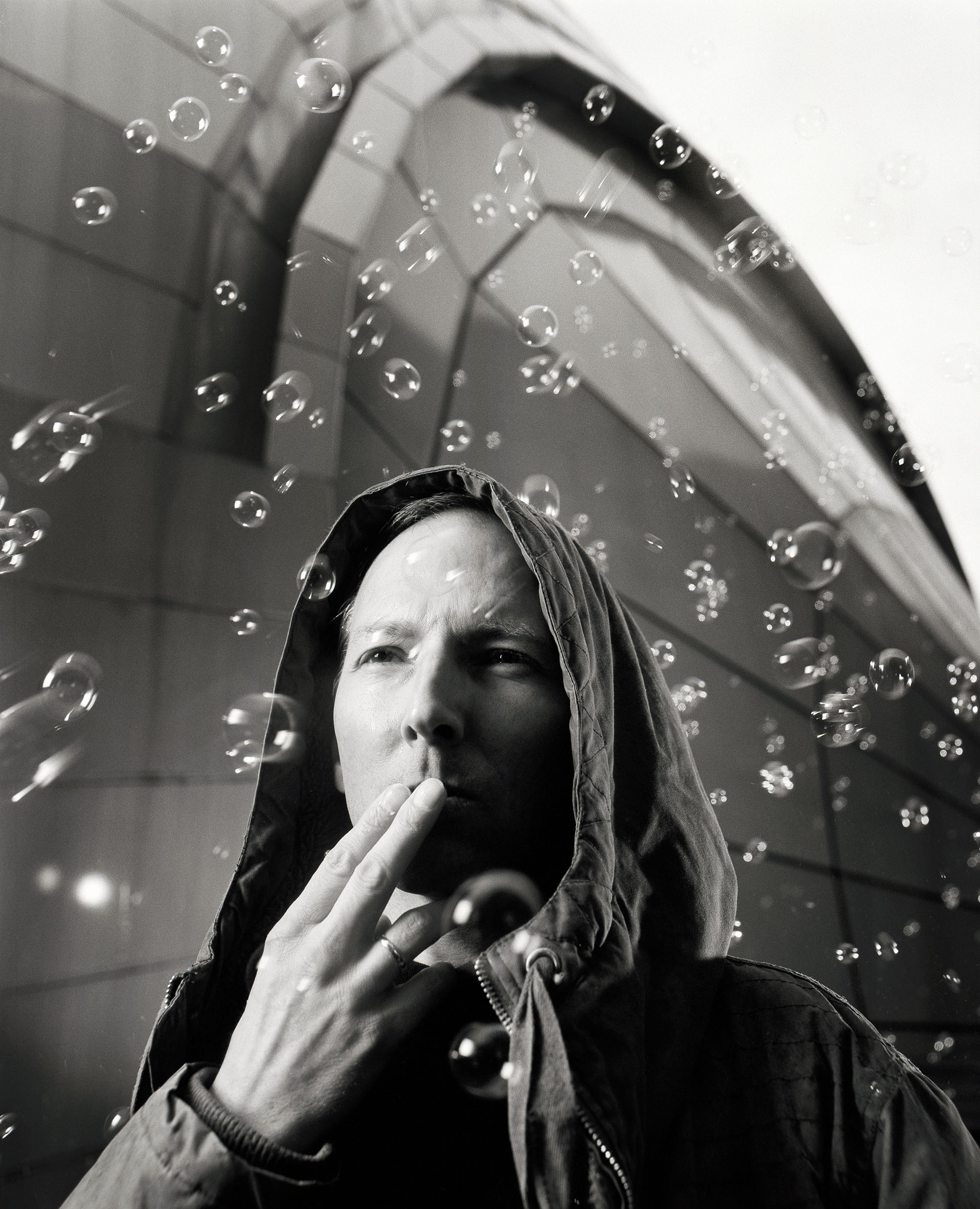
Konrad Polthier scatta fotografie nel campus della Freie Universität di Berlino.

Konrad Polthier ha conseguito il dottorato in matematica nel 1993, presso l'Università di Bonn, sotto la supervisione di Hermann Karcher. Ha conseguito l'Habilitation nel 2002 presso l'Università tecnica di Berlino (Technische Universität Berlin) con una Habilitationsschrift sulle superfici poliedriche a curvatura media costante.
Dal 2005, Polthier è docente di matematica presso l'Università libera di Berlino (Freie Universität Berlin) e fondatore e direttore del gruppo di lavoro Mathematical Geometry Processing e del centro di ricerca Matheon del Deutsche Forschungsgemeinschaft. 
Polthier è direttore dell'Istituto di Matematica dell'Università di Berlino (dal 2010) e membro del Senato accademico. 
È uno dei leader della Berlin Mathematical School (BMS), la scuola di specializzazione congiunta dei tre dipartimenti di matematica della Libera Università, della Università Humboldt e dell'Università Tecnica, della quale è stato portavoce dal 2010 al 2012.
Konrad Polthier è noto, in particolare, per le applicazioni matematiche della computer grafica, ad esempio nella rappresentazione delle superfici minime.
È coeditore delle serie editoriali Mathematics and Visualisation (ISSN 1612-3786) e Geometry and Computing (ISSN 1866-6795) della Springer-Verlag.
Nel 2011-2012 è stato presidente del gruppo di lavoro Geometric Design della SIAM (Society for Industrial and Applied Mathematics).

## Pubblicazioni
- con Georg Glaeser, Bilder der Mathematik, 2. Auflage, Spektrum Akademischer Verlag, 2010.
  - Traduzione italiana: Immagini della matematica, 2013. Springer-Verlag Italia (ISBN 978-88-470-2699-5) e Raffaello Cortina Editore (ISBN 978-88-6030-619-7).
- Hans-Christian Hege, Gerik Scheuermann (a cura di), Topology based methods in visualization II, Springer Verlag, 2009.
- Hans-Christian Hege (a cura di), Visualization and Mathematics III, Springer Verlag, 2003.
- con Hans-Christian Hege (a cura di), Mathematical Visualization. Algorithms, Applications and Numerics, Springer Verlag, 1998.
- con Hans-Christian Hege (a cura di), Visualization and Mathematics, Springer Verlag, 1997.
- con Hermann Karcher, Geometrie der Minimalflächen, Spektrum der Wissenschaft, ottobre 1990.